# Szczecinowo

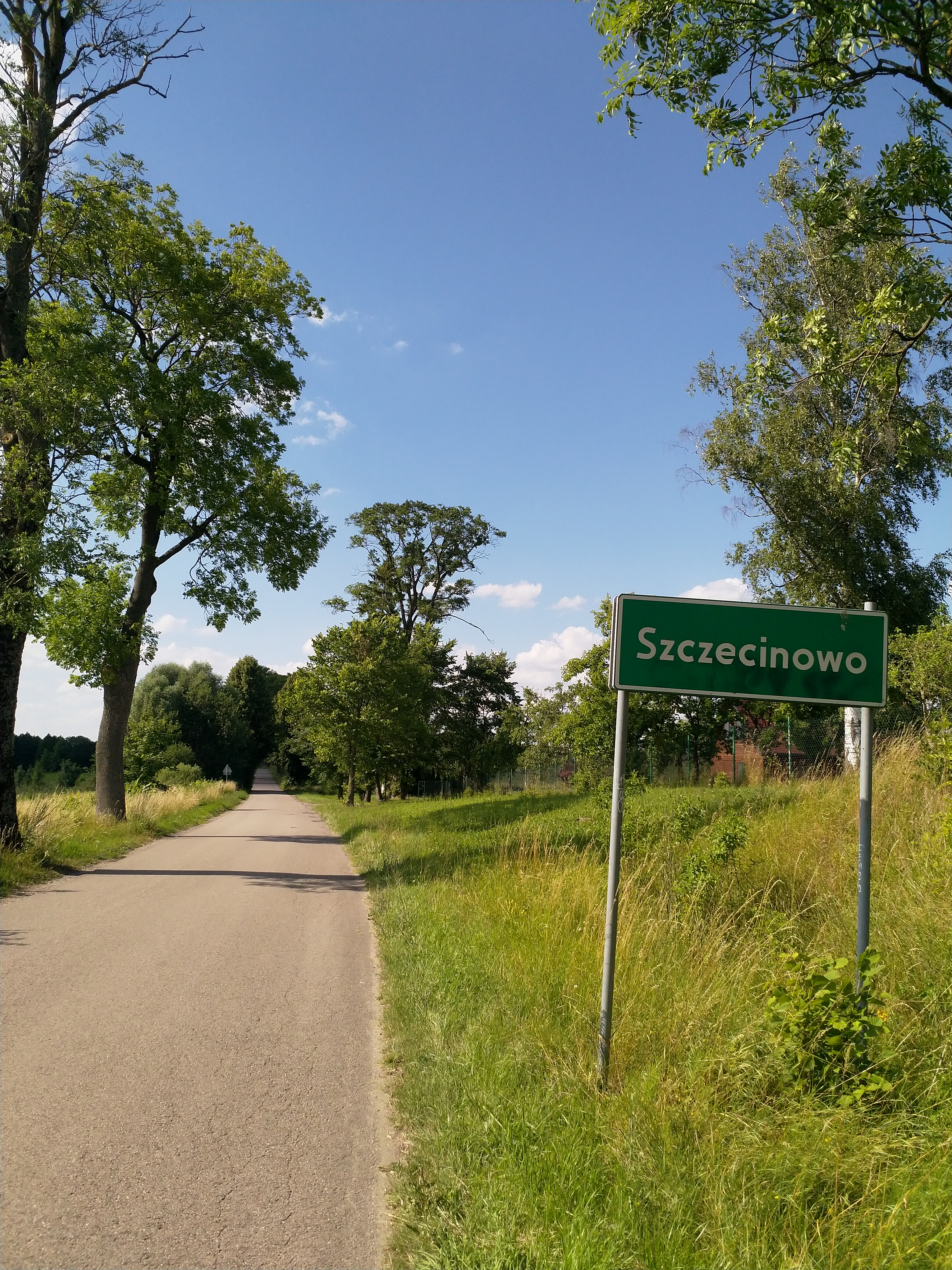
(2023)

Szczecinowo (deutsch Szczeczynowen, auch Sczecinowen, 1925 bis 1945 Steinberg) ist ein Ort in der polnischen Woiwodschaft Ermland-Masuren und gehört zur Landgemeinde Stare Juchy (Alt Jucha, 1929 bis 1938 Jucha, 1938 bis 1945 Fließdorf) im Powiat Ełcki (Kreis Lyck).

## Geographische Lage
Szczecinowo liegt am Ostufer des Sonntagsees (polnisch Jezioro Szóstak), der Teil des Lycker Seengebiets ist. Bis zur Kreisstadt Ełk (Lyck) sind es 21 Kilometer in südöstlicher Richtung.

## Geschichte
Der Ort erhielt 1544 als Zezinowen seine Handfeste vom Hauptmann aus Stradaunen (polnisch Straduny).
Im Jahre 1867 wurde der am Ort liegende Sonntagsee durch den Bau eines Kanals zu einem benachbarten See um mehrere Meter abgesenkt, womit für den bäuerlich geprägten Ort landwirtschaftliche Nutzfläche gewonnen werden sollte. Die Fläche erwies sich als weniger ertragreich als gedacht, aber dafür konnte man immerhin mehrere prähistorische Pfahlbauten entdecken.
Am 28. Mai 1874 wurde Szczeczynowen in den neu errichteten Amtsbezirk Gorlowken (polnisch Gorłówko) eingegliedert, der – 1939 in „Amtsbezirk Gorlau“ umbenannt – bis 1945 bestand und zum Kreis Lyck im Regierungsbezirk Gumbinnen (ab 1905: Regierungsbezirk Allenstein) in der preußischen Provinz Ostpreußen gehörte.
In Gorlowken war von 1874 bis 1905 auch das zuständige Standesamt, dessen Aufgaben von 1905 bis 1945 nach Alt Jucha (1929 bis 1938: Jucha, 1938 bis 1945: Fließdorf, heute polnisch: Stare Juchy) übernommen wurden.
Am 1. Dezember 1910 zählte Szczeczynowen 787 Einwohner.
Aufgrund der Bestimmungen des Versailler Vertrags stimmte die Bevölkerung im Abstimmungsgebiet Allenstein, zu dem Szczeczynowen gehörte, am 11. Juli 1920 über die weitere staatliche Zugehörigkeit zu Ostpreußen (und damit zu Deutschland) oder den Anschluss an Polen ab. In Szczeczynowen stimmten 540 Einwohner für den Verbleib bei Ostpreußen, auf Polen entfielen keine Stimmen.
Am 22. Mai 1925 wurde der Ort in „Steinberg“ umbenannt. Die Einwohnerzahl verringerte sich bis 1933 auf 739 und belief sich 1939 noch auf 675.
Nach dem Zweiten Weltkrieg kam der Ort zu Polen und bekam die polnische Namensform „Szczecinowo“. Viele ehemalige Aussiedlerhöfe sind infolge der Vertreibung der deutschen Bevölkerung zu Wüstungen geworden, ebenso der deutsche Friedhof. Heute ist der Ort Teil der Gmina Stare Juchy und Sitz eines Schulzenamtes (polnisch Sołectwo) und war bis 1998 der Woiwodschaft Suwałki, seither der Woiwodschaft Ermland-Masuren zugehörig.

## Kirche
Bis 1945 war Szczeczynowen resp. Steinberg in die evangelische Kirche Jucha (Fließdorf) in der Kirchenprovinz Ostpreußen der Kirche der Altpreußischen Union sowie in die römisch-katholische Kirche St. Adalbert in Lyck (polnisch Ełk) im Bistum Ermland eingepfarrt.
Heute gehört Szczecinowo katholischerseits zur Pfarrei Stare Juchy, die mit einer Filialkirche in Gorłówko (Gorlowken, 1938 bis 1945 Gorlau) in das Bistum Ełk der Römisch-katholischen Kirche in Polen integriert ist. Die evangelischen Einwohner halten sich zur Kirchengemeinde in der Kreisstadt Ełk (Lyck), einer Filialgemeinde der Pfarrei Pisz (deutsch Johannisburg) in der Diözese Masuren der Evangelisch-Augsburgischen Kirche in Polen.

## Verkehr
Szczecinowo liegt an einer Nebenstraße, die von der Woiwodschaftsstraße DW 655 bei Pietrasze (Pietraschen, 1938 bis 1945 Petersgrund) abzweigt und nach Stare Juchy (Alt Jucha, 1929 bis 1938 Jucha, 1938 bis 1945 Fließdorf) führt. 
Eine Bahnanbindung besteht nicht.

## Persönlichkeiten
In Szczecinowo wurde der protestantische Pfarrer Joachim Mazomeit (1932–2012) geboren. Mazomeit setzte sich während seiner Lebzeit für die deutsch-polnische Freundschaft ein und hielt mehrfach Gottesdienste zur Versöhnung der vertriebenen (und vor Ort lebenden) Christen. Regionale Bekanntheit in der Pfalz erlangte er, da es ihm gelang, in Altrip die zerstrittenen Protestanten und Katholiken zu versöhnen. Mazomeit ist der Vater des Umweltplaners Johannes Mazomeit.